# Isoetes alpina
Isoetes alpina là một loài dương xỉ trong họ Isoetaceae. Loài này được Kirk mô tả khoa học đầu tiên năm 1875.
Danh pháp khoa học của loài này chưa được làm sáng tỏ. 